# Garaeus
Garaeus är ett släkte av fjärilar. Garaeus ingår i familjen mätare.

## Bildgalleri

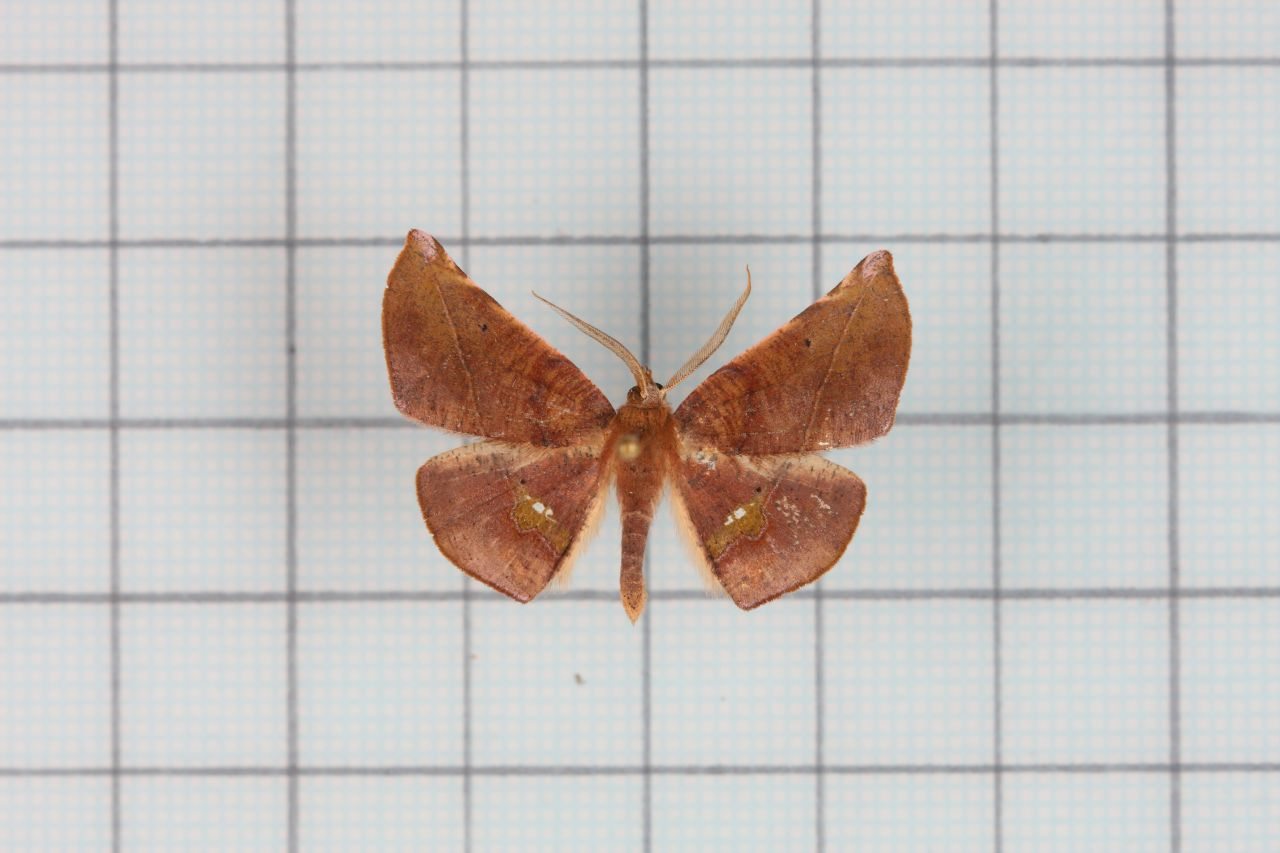
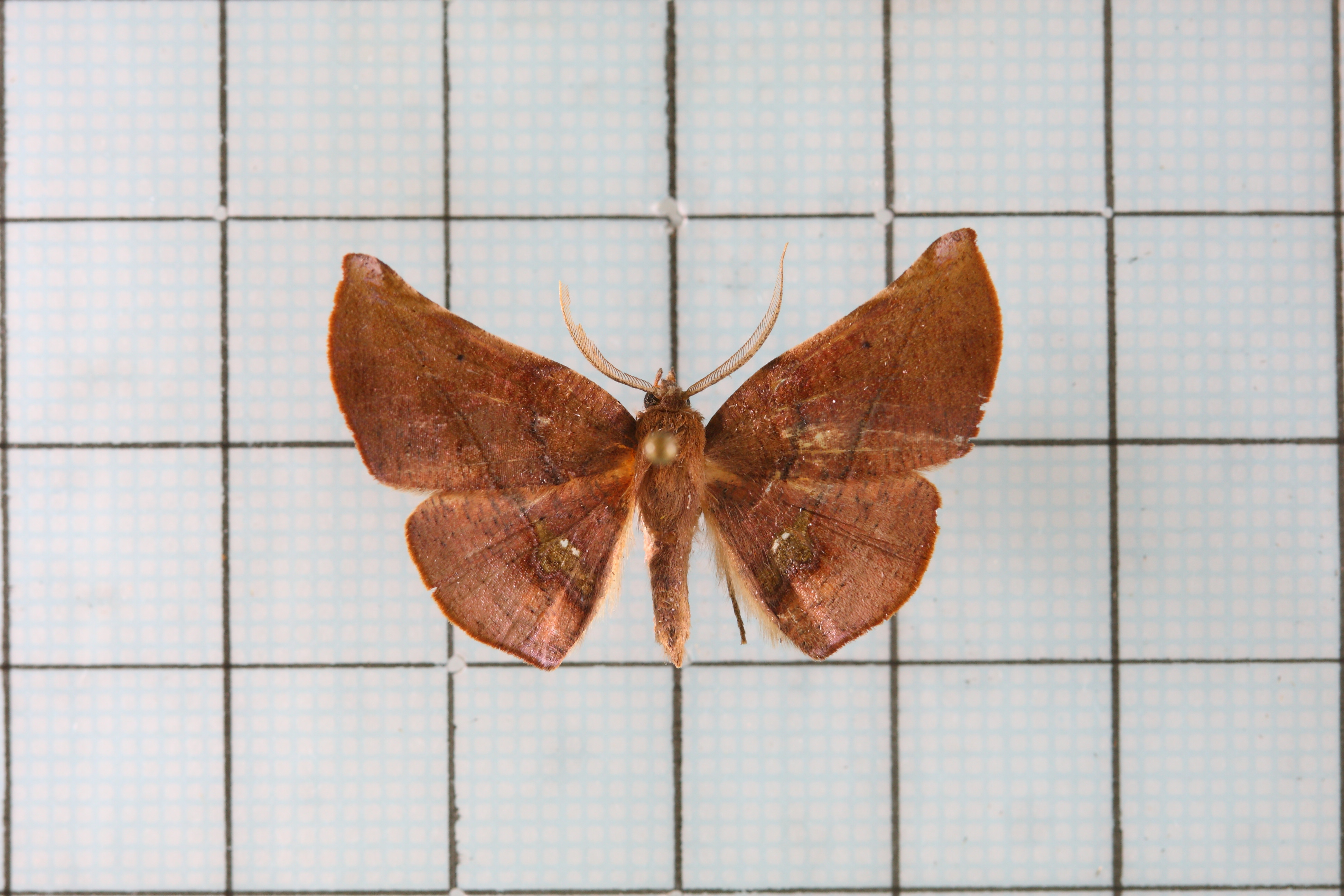
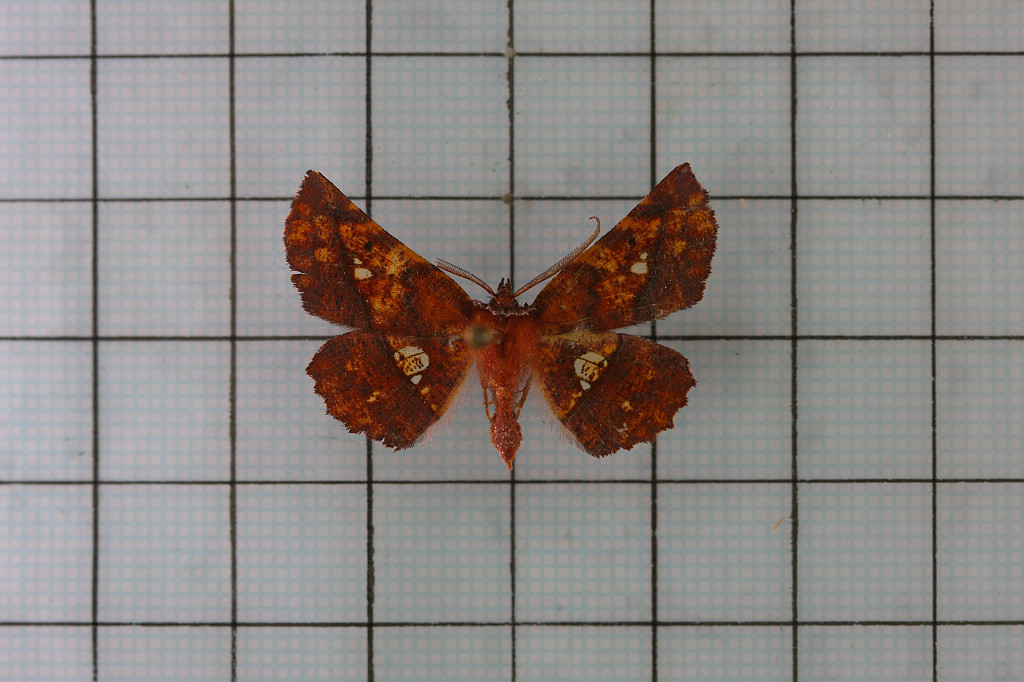
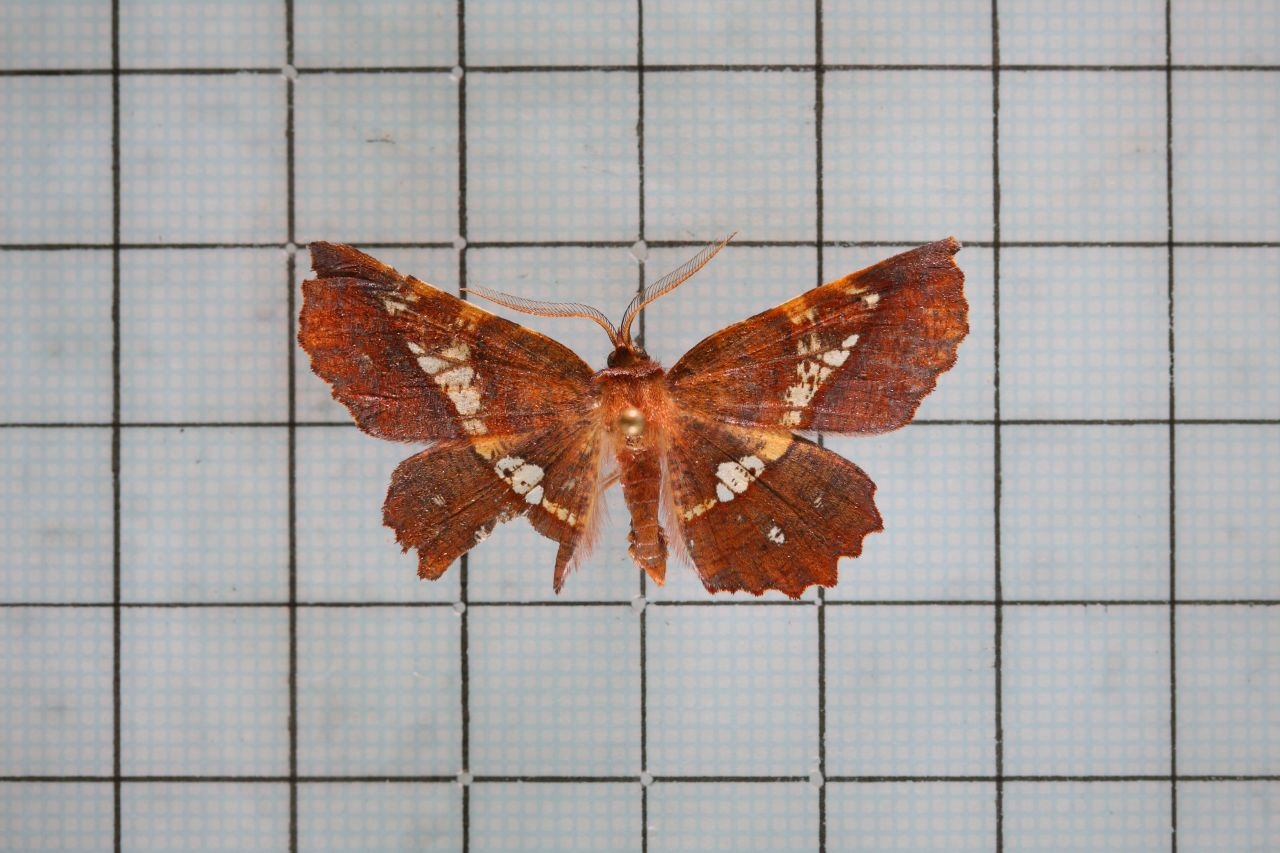

## Dottertaxa tillGaraeus, i alfabetisk ordning[1]
- Garaeus absona
- Garaeus acuminaria
- Garaeus admirabilis
- Garaeus albipuncta
- Garaeus albipunctatus
- Garaeus altapicata
- Garaeus altericeps
- Garaeus amethystina
- Garaeus apicata
- Garaeus apicatus
- Garaeus argillacea
- Garaeus argillaceus
- Garaeus chamaeleon
- Garaeus colorata
- Garaeus coloratus
- Garaeus conspicienda
- Garaeus cruentatus
- Garaeus fenestratus
- Garaeus ferrugata
- Garaeus flavipicta
- Garaeus formosanus
- Garaeus fujiyamai
- Garaeus fulvata
- Garaeus fulvatus
- Garaeus infuscatus
- Garaeus karykina
- Garaeus kiushiuana
- Garaeus laterinata
- Garaeus lateritiaria
- Garaeus latior
- Garaeus luteus
- Garaeus mactans
- Garaeus minimus
- Garaeus mirandus
- Garaeus mirificus
- Garaeus muscorarius
- Garaeus nankingensis
- Garaeus nigra
- Garaeus niveivertex
- Garaeus olivescens
- Garaeus opacarius
- Garaeus papuensis
- Garaeus phthinophylla
- Garaeus punctigerus
- Garaeus purpurascens
- Garaeus pyrsa
- Garaeus signata
- Garaeus signatus
- Garaeus sikkima
- Garaeus specularis
- Garaeus subsparsus
- Garaeus ulucens
- Garaeus ustapex
- Garaeus violacearia
- Garaeus violaria
- Garaeus virilis